# Saint-Nazaire-d'Acton
Saint-Nazaire-d'Acton är en kommun av typen socken (municipalité de paroisse) i provinsen Québec i Kanada. Den ligger i regionen Montérégie, i den sydöstra delen av landet, 240 km öster om huvudstaden Ottawa.